# きみがきみであるために
『きみがきみであるために』は、1997年5月8日に発売された鈴木雅之の22枚目のシングル。

## 解説
表題曲は当時、ROMANTIC MODEのメンバーだったジョー・リノイエ作曲（編曲は同僚だった鈴川真樹との共同）でテレビ朝日系木曜ドラマ『最高の食卓』のオープニングテーマ。
カップリング曲「くちづけ」は本人出演のオペル・オメガCMソング。
7thアルバム『CARNIVAL』の先行シングル。カップリング「くちづけ」はアルバム・ヴァージョンで収録。

## 収録曲
1. きみがきみであるために
  - 作詞：大下きつま　作曲：ジョー・リノイエ　編曲：ジョー・リノイエ・鈴川真樹
2. くちづけ
  - 作詞：鈴木雅之・大下きつま・西尾佐栄子・草間和夫　作曲：川村結花　編曲：松本晃彦
3. きみがきみであるために　（Original Backing Track）